# Pencil2D
Pencil2D est un logiciel libre, sous licence GNU GPL v2, de réalisation de dessin animé utilisant les techniques traditionnelles (dessins sur calque, pelure d'oignon (en) (onionskin)...), gérant le dessin vectoriel et bitmap, les vidéos et des pistes audio. Il fonctionne notamment sur Linux, mac OS et Microsoft Windows.
PNG, JPG, BMP et TIFF

## Caractéristiques

### Fonctionnalités

#### Multipiste
Il permet de créer différents calques et pistes, bitmap, vectoriel, et audio et caméra. Il n'y a par contre pas d'effet de mixage, les seuls possibilité sont l'activation ou désactivation de ces calques et pistes. Le but de l'application étant pour le moment de se concentrer sur l'animation 2D, permettant tout de même ainsi d'ajouter de l'animation dessinée à de la vidéo ou des séquences d'images calculées.
La piste Caméra, permet de gérer dans le temps des déplacements (translation, rotation, zoom), de la prise de vue, sur l'image animée.

#### Dessin
Le logiciel gère la pression générée par les stylets des tablettes graphiques. Les outils fournis sont, pour le tracé bitmap, crayon, gomme, plume, pinceau, remplissage, pipette, sélection et frottement au doigt.
Il est possible de faire tourner la surface de dessin pour le confort du dessinateur. Il est également possible de rendre la fenêtre translucide et de voir ainsi en fond, les applications du système.
Le logiciel permet d'afficher différents types de surcouche. Grille, cadrages de type nombre d'or, règle de trois tiers, croix au centre, cadre de bordure pour visualiser le fond perdu.
La sélection de couleur se fait à l'aide d'une roue chromatique entourant un carré comportant les axes luminosité et saturation. Des potentiomètres HSV et RVB sont simultanément présent. Les couleurs choisies peuvent être placé dans une palette de type palette à godets affichés en grille, qu'il est possible d'étendre et de diminuer, couleur par couleur et d'afficher en liste avec noms.
En septembre 2020, l'intégration du moteur de brosses de MyPaint est en cours.

### Dessin animé
Dans les outils permettant de faciliter le travail d'animateur, on peut citer :
- L'onionskin (ou pelure d'oignon), avec le nombre d'image précédent/suivant définissable, les images entourant l'image actuelle pouvant garder leur couleur ou être bleutée pour les précédentes et rougies pour les suivantes avec des paramètres de pourcentage de réduction de l'opacité configurables. Il est également possible d'activer l'onionskin lors de la lecture de l'animation.
- Le flipbook ou rouleau, permettant de répéter en séquence quelques images autour de l'image courante, comme on le fait dans l'animation sur papier. Cela s'ajoute à la gestion de la séquence plus générale à lire ou à jouer en boucle lors de la lecture.

### Formats gérés
Il utilise, pour enregistrer les données de travail du projet, son propre format de fichier avec extension .pclx, constitué d'une archive au format ZIP, comprenant un fichier XML de description, la palette au format XML, et les différentes couches (vecteurs au format SVG, images au format BMP, son au format WAV). Il peut importer et exporter les palettes de couleurs dans son propre format XML, ou au format Gimp, compatible avec un grand nombre d'applications graphiques sous Linux.
Les formats vidéo gérés pour l'export sont, dans les anciennes version, les formats AVI, MOV et WMV, aujourd'hui (version 0.6.5 sortie en juillet 2020) les trois formats privilégiés sont MP4, AVI, WebM, et APNG.
Il permet également d'exporter les animations, en séquence de fichiers d'images au format PNG, JPEG, BMP ou TIFF, ou dans un fichier animé GIF, ainsi que dans des formats vidéo. Il est également possible d'exporter l'image courante, dans les formats fixes PNG, JPEG, BMP et TIFF.
Au niveau de l'import, il gère les images, séquences d'images (avec des possibilités d'automatisation), animation GIF et certains calques d'un autre fichier de son format PCLX. Il peut importer les vidéos dans les formats les plus courants (AVI, MPEG, MOV, MP4, MKV, OGV, SWF, FLV, WebM et WMV). Il permet également d'importer des sons (formats WAV, MP3, WMA, OGG, FLAC, Opus, AIFF, AAC et CAF), ou la bande sonore d'une vidéo dans les mêmes formats que l'import vidéo.

## Historique
Après que les auteurs initiaux ont abandonné le projet, des forks lui ont permis de continuer. Il est utilisé en 2013 par les auteurs du Morevna Project, un projet de dessin animé sous licence libre.
Le projet continue dès lors sur le site pencil2D.org. au printemps 2019 et des changements sont effectués dans l'organisation des mises à jour, avec la suppression des RC non utilisées, et des mises à jour plus régulières dont les numéros de versions sont pairs avec les correctifs, et plus occasionnellement, des versions impaires ajoutant des fonctionnalités. Le but est de corriger rapidement les bugs dès qu'ils apparaissent, plutôt que de les laisser s'accumuler, et de proposer plus rapidement des correctifs de stabilité. Ce principe a débuté avec la version 0.6.4, sortie en mai 2019. Les développeurs mettent également en place une page d'upload de projets afin d'établir une bibliothèque de tests pour le débogage et les tests de validité.